# Дейвид Гудал
Дейвид Гудал (на английски: David Goodall) е австралийски ботаник и еколог.

## Биография
Роден е на 4 април 1914 г. в Лондон. Завършва бакалавърската си степен през 1935 г., а през 1941 г. защитава докторат по философия в Лондонския университет. През 1948 г. се установява в Австралия, където става преподавател по ботаника в университета в Мелбърн. От 1952 до 1954 г. чете лекции по ботаника в Ганаския университет. Получава докторска степен от университета в Мелбърн през 1953 година. След това се завръща в Англия, където е професор по селскостопанска ботаника в Университета в Рединг в периода 1954 – 1956. От 1956 до 1967 г. е научен сътрудник в различни отдели на CSIRO в Австралия, след това е професор по биология в Калифорнийския университет (1967 – 1968), професор по екология на системите в Държавния университет в Юта, САЩ (1968 – 1974). Пенсионира се през 1979 г.
През 1990 г. е избран за доктор хонорис кауза на Университета в Триест, Италия. В 2016 г. е удостоен с Ордена на Австралия.
На 30 април 2018 г. съобщава, че планира да бъде евтаназиран през май в Швейцария. Гудал пътува до Листал, близо до Базел, в Швейцария, където двама лекари ще му асистират при евтаназията. Разходите за пътуването му от 20 000 долара са осигурени от Exit International, австралийска организация, лобираща за правото на доброволно напускане на живота за тези, които имат нужда от това.
| „            | Аз не исках да идвам в Швейцария, въпреки че е хубава страна, но трябва да направя това, за да получа възможност за самоубийство, което австралийската система не позволява. [Моето семейство осъзнава] колко незадоволителен е моят живот тук, незадоволителен почти във всяко отношение. Колкото по-скоро свърши, толкова по-добре. Моето усещане е, че един стар човек като мен трябва да има пълноправно гражданско право, включително правото на асистирано самоубийство. | “ |
| Дейвид Гудал | |   |

На 10 май 2018 г. в Листал Дейвид Гудал е евтанизиран с пентобарбитал, докато слуша Симфония № 9 на Лудвиг ван Бетховен.

## Научни трудове
- „A probabilistic similarity index“[12]
- Some considerations in the use of point quadrats for the analysis of vegetation[13]
- Classification, probability, and utility[14]
- Hypothesis-testing in classification[15]
- Numerical taxonomy of bacteria – some published data re-examined[16]
- The distribution of the matching coefficient[17]
- Ecosystems of the World, 36 volumes published in the series 1974[18] to date by Elsevier, Amsterdam) with Goodall as Editor-in-Chief. He also co-authored two of the volumes, Mediterranean-type Shrublands[19] and Hot Deserts and Arid Shrublands.[20]
- Identification of unknowns within a probabilistic system: The diagnostic value of attributes [21]